# Садогурська монетарня
Перша Садогу́рська монета́рня — монетарня (карбівня) грошей на Буковині.
Закладена 24 лютого 1771. Дала початок подальшому розвитку поселення ремісників під назвою «Садогура», що в подальшому стало районом Чернівців.
Під час російсько-турецької війни (1768—1774 роки) перед російським урядом постало завдання забезпечити монетами та монетними знаками російські війська. Було прийнято рішення карбувати гроші із трофейних турецьких гармат. Вирішити ці питання погодився Петро-Миколай Гартенберг-Садогурський, виходець із Данії. Саме 24 лютого 1771 року він уклав контракт на предмет створення буковинського монетного двору і виготовлення так званих гарматних грошей. Тут виникає молоде ремісниче поселення, за яким закріпилася назва «Садогура». Сама назва зберігалася до 1946 року, — було перейменовано містечко в Садгору, а в 1965 Садгора стала одним із районів Чернівців.